# Вестиние
Вестиниѐ (на италиански: Vestignè; на пиемонтски: Vsgné, Въсъние) е село и община в Метрополен град Торино, регион Пиемонт, Северна Италия. Разположено е на 235 m надморска височина. Към 1 януари 2020 г. населението на общината е 802 души, от които 66 са чужди граждани.